# Detritus (Ökologie)
In der Ökologie bezeichnet Detritus (von lateinisch detere ‚zerreiben‘) leblose, organische Zersetzungsprodukte aus tierischen und pflanzlichen Geweben und Exkrementen, die an Land oder im Wasser anfallen und zu Boden sinken und von Mikroorganismen besiedelt werden. Als Biomasse bildet dieser Detritus die Nahrungsgrundlage für sogenannte Detritusfresser, zu denen zahlreiche Würmer, Larven und Gliederfüßer zählen. Darüber hinaus dient organischer Detritus auch Destruenten, zu denen Pilzen und Bakterien gezählt werden, als Nahrungsgrundlage.

## Allgemeines
Ökologisch wird Detritus pflanzlichen Ursprungs als „Phytodetritus“ bezeichnet und von „Zoodetritus“ unterschieden, der tierischen Ursprungs ist.
Bei aquatischem Detritus wird zusätzlich zwischen „autochthonem Detritus“, der sich innerhalb des Gewässers gebildet hat und „allochthonen Detritus“ unterschieden, der sich aus Biomasse gebildet hat, die in das Gewässer eingebracht wurde (durch Laubfall, Vogelkot etc.). Im Wasser werden auch mineralische Schwebstoffe (wie Abiosestos und Tripton) zum Detritus gezählt. Ein weiteres Ausgangsmaterial ist Faulschlamm.
In zahlreichen Fließgewässern spielt der Detritus bei der Ernährung der dort lebenden Organismen eine größere Rolle als lebende Pflanzen und Algen.
Ausgangsstoffe für terrestrischen Detritus, der sich an Land bildet sind unter anderem Aas, Kot, Mulm, Totholz und pflanzliche Absonderungen wie Naturharz und Laub. Zahlreiche Insekten benötigen, als Larven oder adulte Tiere, organisches Material in unterschiedlichen Zersetzungsstadien. Ein Großteil der Bockkäfer ist mittlerweile gefährdet, da insbesondere ihre Larven auf organischen Detritus angewiesen sind, der in Lebensräumen mit alten Bäumen und Totholz häufiger vorkommt, als in herkömmlich bewirtschafteten Wäldern.

## Ökologische Bedeutung
Verschiedene Nahrungsketten und -netze bauen auf dem Ausgangsstoff Detritus auf. Beispielsweise sind die Mangrovenwälder, in den Brackwassergebieten im Süden von Florida, durch ihren Laubeintrag Nahrungsquelle für aquatische Tiere.
In der Fachliteratur wird die Nahrungskette der Detritusfresser (einschließlich Destruenten und Saprobionten) mitunter auch als „Detritusnahrungskette“ bezeichnet.